# Петро (патрикій)
Петро Патрикій (бл. 500 — 565) — державний діяч, дипломат, історик Візантійської імперії.

## Життєпис
Про походження різняться відомості: згідно з Прокопієм Кесарійським, за походженням він був іллірійцем і народився в Фессалоніках, Феофілакт Сімокатта вказував на походження Петра з Солахона (біля Дари в Месопотамії). Народився близько 500 року. Навчався правництва й красномовства, після чого розпочав юридичну практику в Константинополі, де привернув до себе увагу імператриці Феодори.
536 року разом з Афанасієм відправлено до Італії, де тривала боротьба за владу між Теодата та Амаласунтою, регентшею Аталаріха. По прибуттю до Італії посланці дізналися, що Теодат захопив владу. Під час перемовин у 535 році почався наступ візантійської армії. З огляду на складну ситуацію Петро з Афанасієм зуміли домогтися від Теодата передачі Сицилії під пряме імператорське управління, поступається імперії, обмеження влади короля над Італією, щорічну анини і 3 тисячі вояків до імператорської армії. Також Теодат став погоджуватися на мирну передачу влади Юстиніану I. Проте 536 року Теодат дізнався про невдачі візантійців у Далмації та загибель полководця Мунда, тому арештував візантійських посланців. Петра з Афанасієм було звільнено у червні або липні 539 року новим королем Вітігесом в обмін на остготських посланців до Персії, яких було захоплено візантійцями. По поверненню до Константинополя Петра було призначено магістром офіцій. Незабаром отримав титули патркиія і глоріосіссімуса.
548 року брав участь у дискусії з західними єпископами з питання про Трьох глав. 550 року відправлено посланцем до Персії. У 551—553 роках вирушав з посланнями до папи римського Вігілія, противника імператора в конфлікті щодо Трьох глав. Петро також згаданий як учасник Другого Константинопольського собору в травні 553 року.
У 561 році очолював перемовини з перським посланцем Ізедхом Гушнапом у Дарі щодо закінчення лазької війни. За підсумками угоди лазіка залишалася за Візантією, натомість імператор зобов'язався сплачувати Сасанідам компенсацію в 420 лібрів золота. Втім залишалися проблеми щодо приналежності областей Суанії і Амброз. Але перемовини 562 року безпосередньо з шахиншахом Хосровом I. Невдовзі після повернення до Константинополя 565 року Петро помирає.

## Творчість
З його доробку відомі декілька книг, що збереглися частково. «Історичні події» (Ιστορίαι) була присвячена історії перших трьох століть Римської імперії — від смерті Гая Юлія Цезаря в 44 році до н. е. до смерті імператора Констанція II в 361 році. З неї збереглося 17 уривків. Лише тут збереглася інформація про переговори і умови Нісібіського мирного договору з Персією 298 року.
Петру також належить праця «Про цивільній устрій» (грец. Περί πολιτικής καταστάσεως) з історії посади магістра офіцій від її заснування при Костянтині I до правління Юстиніана I. Праця включала список магістрів і опис різних імперських церемоній. Став родоначальником традиції складати твори про імператорські церемонії. Вважається, що відомості з цієї праці увійшли в глави з 84 по 95 першого тому «Про церемонії» імператора Костянтина VII Багрянородного.
Окрему працю присвятив дипломатичним стосункам з Персією, зокрема зберігся звіт про перемовини 561—562 років.